# 熊谷市ムサシトミヨ保護センター

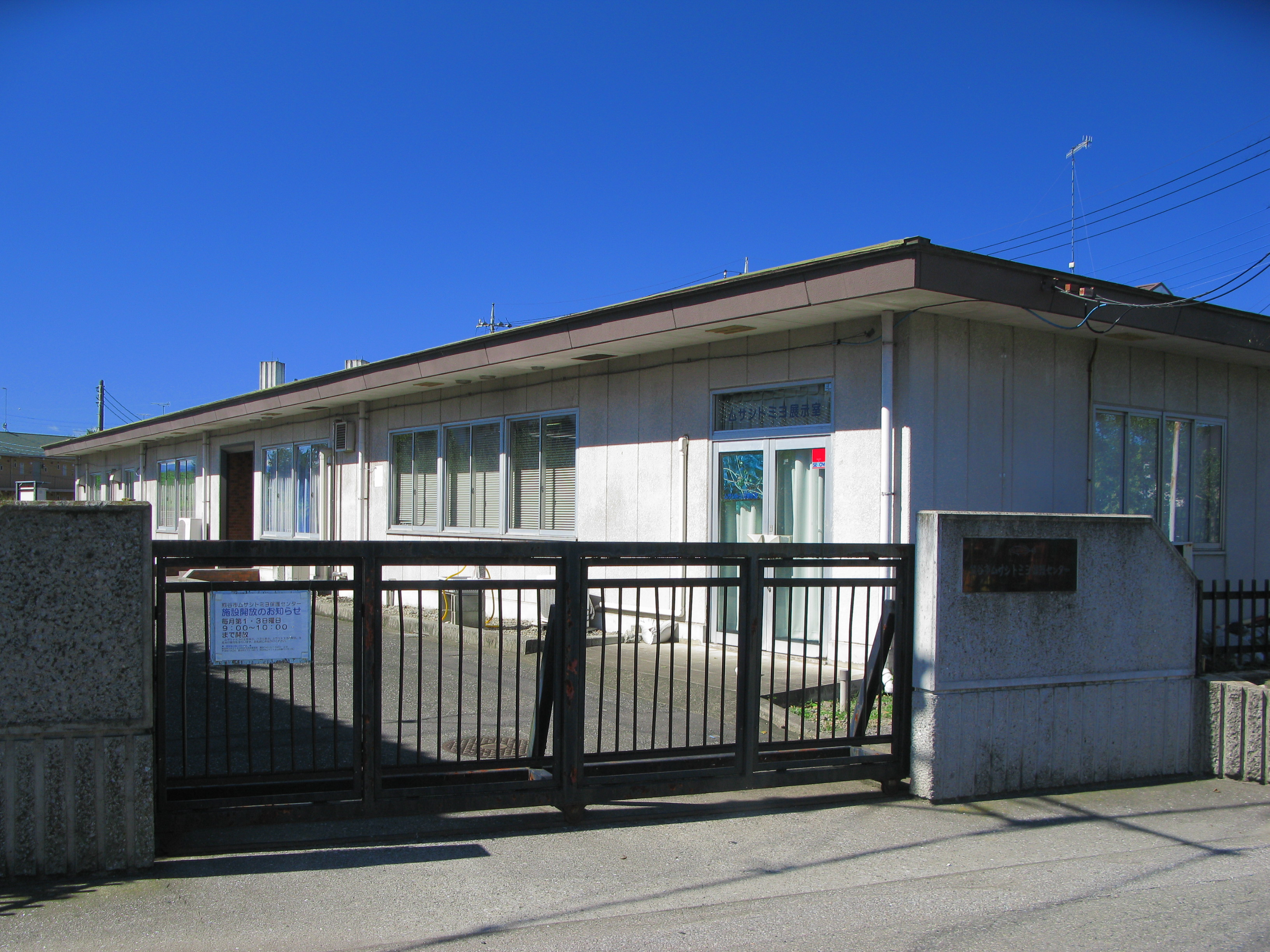
熊谷市ムサシトミヨ保護センター

熊谷市ムサシトミヨ保護センター（くまがやしムサシトミヨほごセンター）は、埼玉県熊谷市にある研究施設。

## 概要

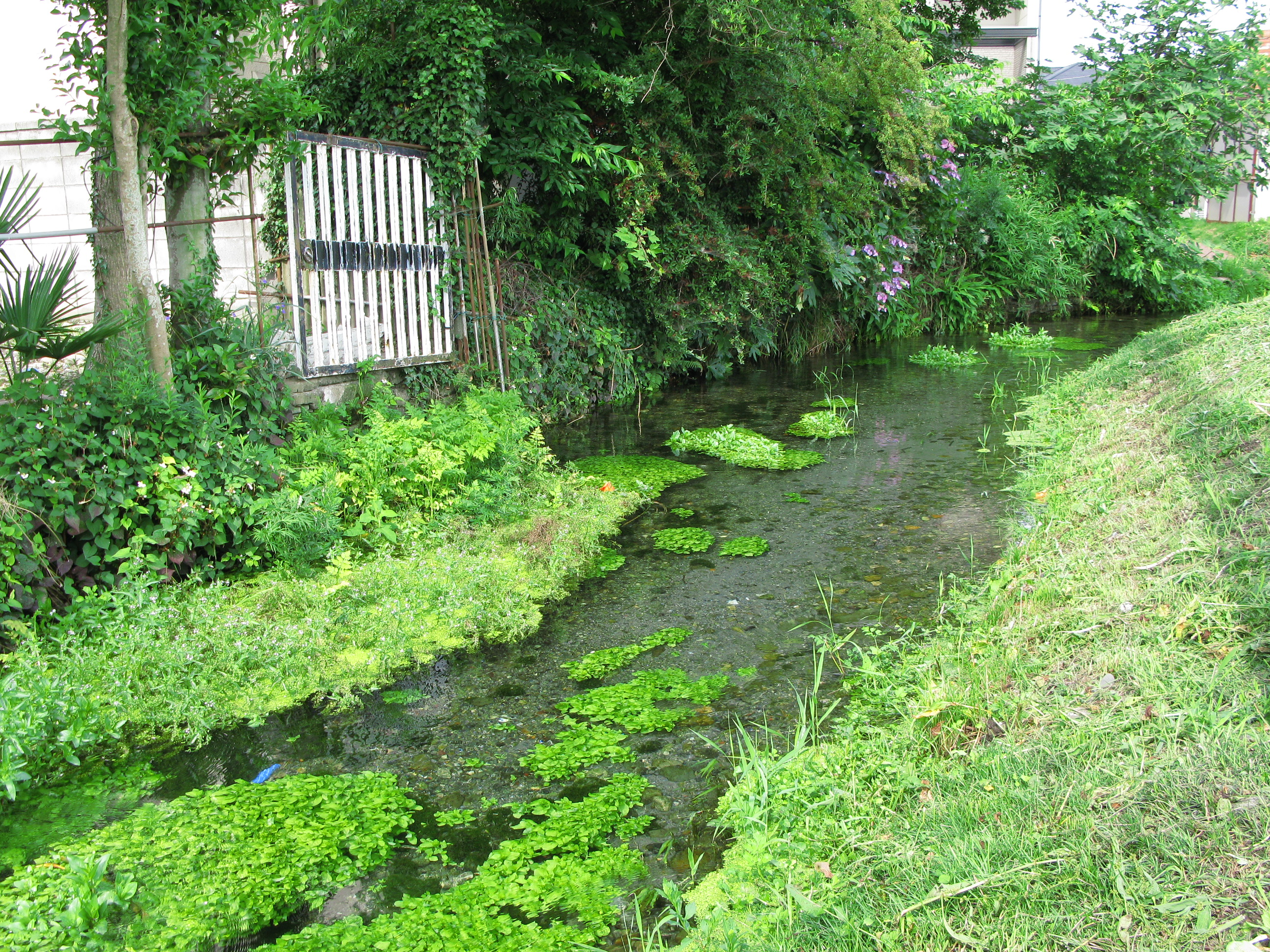
元荒川源流域の清流

1957年4月、埼玉県水産指導所熊谷養鱒試験池として設立（幾度かの組織変更や移転を経て、廃止時には「埼玉県農林総合研究センター水産研究所熊谷試験地」）。確認されている中では唯一のムサシトミヨ（絶滅危惧種）生息地である元荒川源流域の近くにあり、ムサシトミヨの研究・保護活動や元荒川の清流維持のため、井戸水をポンプで汲み上げて元荒川へと流す作業も行なわれていた（元荒川自体は、生活廃水などが流れており、ムサシトミヨの生息に適した環境ではなくなってしまったための生息地存続策。他地域のムサシトミヨがいなくなったことを受けて開始）。
しかし、県組織の再編から、埼玉県農林総合研究センター水産研究所では、熊谷試験地を閉鎖し、ムサシトミヨ研究も終了することが決定。閉鎖されると、元荒川流水用のポンプも稼動停止にせざるを得なくなり、ムサシトミヨの生存が困難になってしまうため、県と市の協議の結果、ポンプ管理および実験池・実験室は県が管理継続、管理研究用施設は熊谷市に移管、ムサシトミヨ研究は県環境科学国際センター（加須市）に移管することで合意、2004年10月1日、管理研究用施設が「熊谷市ムサシトミヨ保護センター」に生まれ変わった。
現在はさいたま水族館の職員によってムサシトミヨの飼育・繁殖・保護が行われている。また、市民グループ「熊谷市ムサシトミヨをまもる会」の活動拠点としても利用されている。

## 開放日
このセンターに常駐している関係者はいるが、普段は公開されていない。
市の担当部署に事前連絡するか、開放日を確認して来訪する必要がある。主な開放日について、以下に挙げる。
- 夏休みや県民の日にムサシトミヨおよび自然保護について学ぶ学習会（特別開館）
- 毎月第1・第3日曜日（午前9時から午前10時）に行なわれている熊谷市ムサシトミヨをまもる会による解説会

## 所在地
埼玉県熊谷市久下2148-1

## 交通アクセス
- 熊谷市内循環ゆうゆうバスムサシトミヨ号にて「ムサシトミヨ保護センター入口」停留所下車、徒歩。
かつてムサシトミヨ号は、当センター付近は経路になっていなかった（ムサシトミヨ保護センター入口はさくら号の停留所だった）が、2018年10月1日の再編でムサシトミヨ号が乗り入れるように変更、路線（車両）とその象徴となる経由地が一致するようになった。

## 担当部署
開放日以外に見学をしたい場合は、希望日の1週間前までに下記に連絡する必要がある。
環境政策課（熊谷市役 江南行政センター2階）

## ムサシトミヨ保護活動
ムサシトミヨの項目を見ればわかるように、ムサシトミヨは絶滅の危機に瀕している。これを食い止め、増やそうとする活動が、市民を中心に行なわれている。
- 前述の「まもる会」は、密漁防止（「埼玉県希少野生動植物種保護条例」に基づく「県内希少野生動植物」に指定されており、捕獲は禁止されている）のパトロールを行い、ゴミ拾い・草刈りといった生息地の自然保護活動を行なっている。また、保護センターにおいて、ムサシトミヨの解説会を開き、ムサシトミヨを通して自然の保護の大切さを訴える啓蒙活動を行なっている。
- 市管工事業協同組合青年部が、ボランティアとして清掃を行なっている。
- 近隣の2小学校および1中学校では、ムサシトミヨを校内で増殖・飼育し、生息地に放流するという課外授業が毎年行なわれている。
- 2008年、環境省による「平成の名水百選」にムサシトミヨ生息地が認定される。
- 2013年、日本ユネスコ協会連盟のユネスコ・プロジェクト未来遺産運動に「熊谷市ムサシトミヨをまもる会」の活動が「世界で一つだけの『元荒川ムサシトミヨ生息地』保護活動」として登録される[1][2]。

## ムサシトミヨ推定生息数の推移
- 1987年度の調査では、6,400尾。
- 2000年度の調査では、33,000尾と増えていた。
- しかし、近年は、減少が続き2005年度の調査では15,700尾と、保護活動開始以降のピーク時半分程度まで減少したとされている。
- 2016年度の調査では、推定2,345尾（全域）と大幅に減少したことが2017年2月14日に発表された[3]。
なお、2016年度分の公表に関しては、2017年2月12日に「調査結果を県・市が非公表にしている」「隠蔽している」などと報じられ、その2日後に公表するという経緯を経ている[4]。
- 2017年度の調査で、推定2,013尾〜4,429尾（元荒川最上流部の県指定天然記念物区間の推定生息数、平成28年2月調査時の推定生息数1,199尾）と増加傾向だが、調査方法は異なる[5]。
- 2020年度の調査で、推定4,754尾となった。前回より増加しているが、生息域の縮小傾向がある（より源流側に集中している）ことが示唆された[6]。